# 10543 Клее
10543 Клее (10543 Klee) — астероїд головного поясу, відкритий 27 лютого 1992 року.
Тіссеранів параметр щодо Юпітера — 3,584.